# Zythos tombarensis
Zythos tombarensis là một loài bướm đêm trong họ Geometridae.